# Metalectra chlorotherma
Metalectra chlorotherma är en fjärilsart som beskrevs av George Francis Hampson 1926. Metalectra chlorotherma ingår i släktet Metalectra och familjen nattflyn. Inga underarter finns listade i Catalogue of Life.